# Muscicapella
Genre
Muscicapella est un genre monotypique de passereaux de la famille des Muscicapidae. Il se trouve à l'état naturel dans le Sud-Est de l'Asie.

## Liste des espèces
Selon la classification de référence du Congrès ornithologique international (version 8.1, 2018) :
- Muscicapella hodgsoni (Moore, F, 1854) — Gobemouche pygmée, Gobemouche bleu pygmée, Cyornis de Hodgson, Muscicapelle pygmée
  - Muscicapella hodgsoni hodgsoni (Moore, F, 1854)
  - Muscicapella hodgsoni sondaica (Robinson & Kloss, 1923)